# Deus Ex: The Fall
Deus Ex: The Fall est un jeu vidéo de tir en vue à la première personne qui emprunte au jeu de rôle et au jeu d'infiltration dans un univers cyberpunk. Développé par N-Fusion Interactive et édité par Square Enix, il sort le 11 juillet 2013 sur iOS, puis le 22 janvier 2014 sur Android.

## Synopsis
L'histoire se déroule en 2027 et met en vedette le personnage Ben Saxon, un mercenaire augmenté qui officiait auparavant dans le SAS. Le scénario fait suite à Deus Ex: Icarus Effect, un roman de science-fiction écrit par James Swallow constituant une préquelle au jeu vidéo Deus Ex: Human Revolution.
Monde de réalités augmentées : l'humanité au regard d'une technologie militaire a changé. Dorénavant, le monde semble dominé par l'envie de rivaliser avec Dieu. L'utilisation de circuits électroniques implantés semble inévitable pour passer cette évolution. Il s'agit d'une version différente mais fidèle de nos orientations « techno-politiques » inspirées de la vague George Orwell dans 1984.

## Commercialisation
En mars 2013, Square Enix enregistre le nom ainsi que plusieurs noms de domaine. Début juin 2013, le compte officiel de Eidos Montreal, le développeur de Deus Ex: Human Revolution, poste un message et un peu plus tard, une vidéo qui annonce le titre du jeu.
Le 5 juin 2013, Square Enix annonce que le jeu sortira sur la plate-forme iOS en été et sur la plate-forme Android un moment futur.
Durant l'exposition E3 2013, Square Enix présente des phases de gameplay, des captures d'écran et annonce une date de sortie : 11 juillet 2013.
Le 22 janvier 2014, le jeu est rendu disponible sur la plate-forme Android et le 18 mars 2014 sur Steam.